# Mullaghcleevaun
 Mullaghcleevaun (en irlandais : Mullach Cliabháin, littéralement « sommet du berceau ») est le deuxième plus haut sommet des montagnes de Wicklow, avec 849 mètres d'altitude, après le Lugnaquilla, en Irlande. Il est localisé au centre du massif, à 3 km de la Route militaire. Un petit lac est situé au pied de la montagne.
Il existe un sommet secondaire dénommé Mullaghcleevaun East Top ayant une altitude de 795 mètres.